# Comte de Buckingham
Le titre de comte de Buckingham a été créé plusieurs fois dans la pairie d'Angleterre.
La ville de Buckingham se situe dans le Buckinghamshire, au nord-ouest de Londres.

## Histoire du titre
Le premier à être créé comte de Buckingham fut Gautier II Giffard, mais cette création s'éteignit avec la mort du second comte. Il aurait été recréé pour Richard de Clare dit Strongbow, qui mourut en 1176, bien que ce soit assez peu probable. Le titre fut recréé en 1377 pour Thomas de Woodstock, le plus jeune fils d'Édouard III. Il fut aussi créé duc de Gloucester en 1385. Le titre de duc fut confisqué à son exécution en 1397, mais le titre de comte passa à son fils Humphrey, et s'éteignit à sa mort deux ans plus tard.
Le titre fut créé une quatrième fois en 1617 pour George Villiers, 1er vicomte Villiers, qui fut créé marquis de Buckingham au début de 1618, puis duc en 1623. Tous ces titres s'éteignirent à la mort du second duc en 1687. Le titre de comte de cette création n'a cependant été porté qu'en 1617, restant ensuite un titre subsidiaire.
Dame Mary Compton fut créé comtesse en 1618, titre qu'elle ne pourrait transmettre.

## Première création (1097)
- 1097-1102 : Gautier II Giffard († 1102). Fils de Gautier Ier Giffard ;
- 1102-1164 : Gautier III Giffard († 1164). Fils du précédent.

## Deuxième création? (1164?)
- 1164-1176 : Richard de Clare dit Strongbow (1130 – 1176), comte de Pembroke et comte Marshal.

## Troisième création (1377)
- 1377-1397 : Thomas de Woodstock (1355 – 1397), comte d'Essex et duc de Gloucester et d'Albemarle. Fils d'Édouard III ;
- 1397-1399 : Humphrey de Buckingham († 1399). Fils du précédent.

## Quatrième création (1617)
1617-1628 : George Villiers (1592 – 1628), puis marquis de Buckingham (1618), comte de Coventry et duc de Buckingham (1623).
Dès 1618, le titre de comte est un titre subsidiaire pour Georges Villiers.

## Cinquième création (1618)
- 1618-1632 : Mary Villiers (1570 – 1632).